# Heliosia rufa
Heliosia rufa là một loài bướm đêm thuộc phân họ Arctiinae, họ Erebidae.